# Laetia ovalifolia
Laetia ovalifolia là một loài thực vật có hoa trong họ Liễu. Loài này được J.F. Macbr. mô tả khoa học đầu tiên năm 1934.